# پل فوآل
پل فوآل (به فرانسوی: Paul Féval) رمان‌نویس قرن نوزدهم میلادی اهل فرانسه است. در ۲۹ سپتامبر ۱۸۱۶ در هتل بلوساک رن فرانسه چشم به جهان گشود و در ۸ مارس ۱۸۸۷ در سن ۷۰ سالگی در منطقه ۷ پاریس دیده بر جهان فرو بست و در گورستان مون‌پارناس به خاک سپرده شد. او بیش از ۲۰۰ جلد رمان سریالی متوالی عامه پسند منتشر کرد که موفقیت قابل توجهی در زمان خود محسوب می شد که او را در زمره مقایسه با انوره دو بالزاک و الکساندر دوما قرار می داد.

## آثار
از معروف ترین آثار او می توان به موارد زیر اشاره کرد:
- گوژپشت (به فرانسوی: Le Bossu)
- خون آشام (به فرانسوی: La Vampire)
- گرگ سفید (به فرانسوی: Le Loup blanc)
- سیاه جامگان (به فرانسوی: Les Habits Noirs)